# Ultimate Revenge
Ultimate Revenge - kompilacja DVD nagrań grup muzycznych wydających albumy dla wytwórni płytowej Metal Mind Records. Wydawnictwo ukazało się 30 września 2002 roku wraz z dołączoną dodatkowo płytą audio.

## Lista utworów
Opracowano na podstawie materiału źródłowego.
CD
1. Enter Chaos – "Lethal Dreams" (muz. Verymetal, Sebastian "Seb-Off" Pawlukiewicz, sł. Marta "Martex" Meger) – 3:50
2. Asgaard – "Mare Frigoris" (muz. Bartłomiej Kostrzewa, Wojciech Kostrzewa, sł. Przemysław Olbryt) – 5:03
3. Esqarial – "Unreal" (muz. Marek Pająk, sł. Sui) – 3:23
4. Dissenter – "Masters Of Holy Justice" (muz. i sł. Dariusz "Yaha" Kułpiński, Heter) – 2:59
5. Azarath – "Destroy Yourself (muz. i sł. Azarath) – 1:39
6. Lost Soul –  "No Salvation" (muz. Lost Soul, sł. Adam Sierżęga) – 2:28
7. Profanum – "The Descent Into Medieval Darkness" (muz. i sł. Profanum) – 5:15
8. Mess Age – "Kill The Falsehood" (muz. i sł. Mess Age) – 4:34
9. Darzamat – "When The Dreams Died" (muz. Krzysztof Michalak, Szymon Strużek, sł. Rafał "Flauros" Góral) – 3:56
10. Thunderbolt – "The One Who Sleeps" (muz. Paimon, sł. Ariman) – 6:59
11. Parricide – "Step Of Evolution" (muz. Parricide, sł. Tadeusz Jankowski) – 2:30
12. Witchmaster – "Fuck Off And Die" (muz. i sł. Witchmaster) – 2:04
13. Hell-Born – "Legion Is Our Name" (muz. Hell-Born, sł. Baal Ravenlock) – 3:16
14. Horrorscope – "Inferno" (muz. Horrorscope, sł. Blackpitfather) – 4:22
15. Elysium – "Solar Spectacle" (muz. Elysium, sł. Maciej Miskiewicz) – 3:53
16. Demise – "Icarus" (muz. i sł. Demise) – 4:41
17. Damnation – "In Resistance" (muz. Damnation, sł. Wawrzyn "Varien" Chyliński) – 3:42
18. Misteria – "The Lost" (muz. i sł. Misteria) – 4:36
19. Devilyn – "Prophet's Crux" (muz. Devilyn, sł. Marcin Nowak) – 2:47
20. Hate –  "Sectarian Murder" (muz. Hate, sł. Adam The First Sinner) – 3:37
21. Anal Stench – "Alcoholic Suicide" (muz. Dariusz "Yanuary" Styczeń, Michał "Waran" Skotniczy, sł. Michał "Seiko" Senajko, Wojciech "Sauron" Wąsowicz) – 3:31

DVD
1. Vader – "Epitaph" (muz. Piotr "Peter" Wiwczarek, sł. Łukasz Szurmiński) – 3:48
2. Thy Disease – "Perfect Form" (muz. Dariusz "Yanuary" Styczeń, Jakub "Cube" Kubica, sł. Michał "Psycho" Senajko) – 4:11
3. Decapitated – "Winds Of Creation" (muz. Decapitated, sł. Wojciech "Sauron" Wąsowicz) – 3:38
4. Sceptic – "Pathetic Being" (muz. Sceptic, sł. Jacek Hiro) – 4:14
5. Trauma – "Unable To React" (muz. i sł. Trauma) – 4:19
6. Lux Occulta – "Kiss My Sword" (muz. Lux Occulta, sł. Jarosław Szubrycht) – 5:37
7. Dominium – "MK Ultra" (muz. i sł. Dominium) – 3:45
8. Behemoth – "From The Pagan Vastlands" (muz. Adam "Nergal" Darski, sł. Tomasz Krajewski) – 3:22
9. Belfegor – "Loneliness Amidst My Wrath" (muz. Tormentor, sł. Lethal, Thagirion) – 3:21
10. Dies Irae – "Lions Of Knowledge" (muz. Maurycy "Mauser" Stefanowicz, Krzysztof "Docent" Raczkowski, sł. Łukasz Szurmiński) – 3:58
11. Immemorial – "A Nightmare" (muz. Immemorial, sł. Marta Meger) – 3:32
12. Vader – "Kingdom" (muz. Piotr Wiwczarek, sł. Tomasz Krajewski) – 3:03
13. Luna Ad Noctum – "The Last Coldest Sunset" (muz. i sł. Luna Ad Noctum) – 3:35
14. Hermh – "Dreamdeath Lover" (muz. i sł. Hermh) – 6:08
15. Turbo – "Awatar" (muz. i sł. Bogusz Rutkiewicz, Grzegorz Kupczyk, Wojciech Hoffmann) – 5:16
16. Yattering – "The Feeling" (muz. i sł. Yattering) – 4:06
17. Moon – "Satanica" (muz. i sł. Moon) – 4:07
18. Domain – "Whispered In The Dark" (muz. Domain, sł. Paweł Mazur) – 4:48
19. Christ Agony – "Eternal Stars" (muz. i sł. Cezary "Cezar" Augustynowicz) – 3:54
20. Behemoth – "Decade Of Therion" (muz. Adam "Nergal" Darski, sł. Krzysztof Azarewicz) – 3:19